# النصيرات (سوهاج)
قرية النصيرات هي إحدى القرى التابعة لمركز دار السلام بمحافظة سوهاج في جمهورية مصر العربية. حسب إحصاءات سنة 2006، بلغ إجمالي السكان في النصيرات 16647 نسمة، منهم 8131 رجل و8516 امرأة.